# Nagauta
Nagauta (jap. 長唄), dosł. „długa pieśń epicka” – rodzaj tradycyjnej japońskiej muzyki, towarzyszącej teatrowi kabuki.

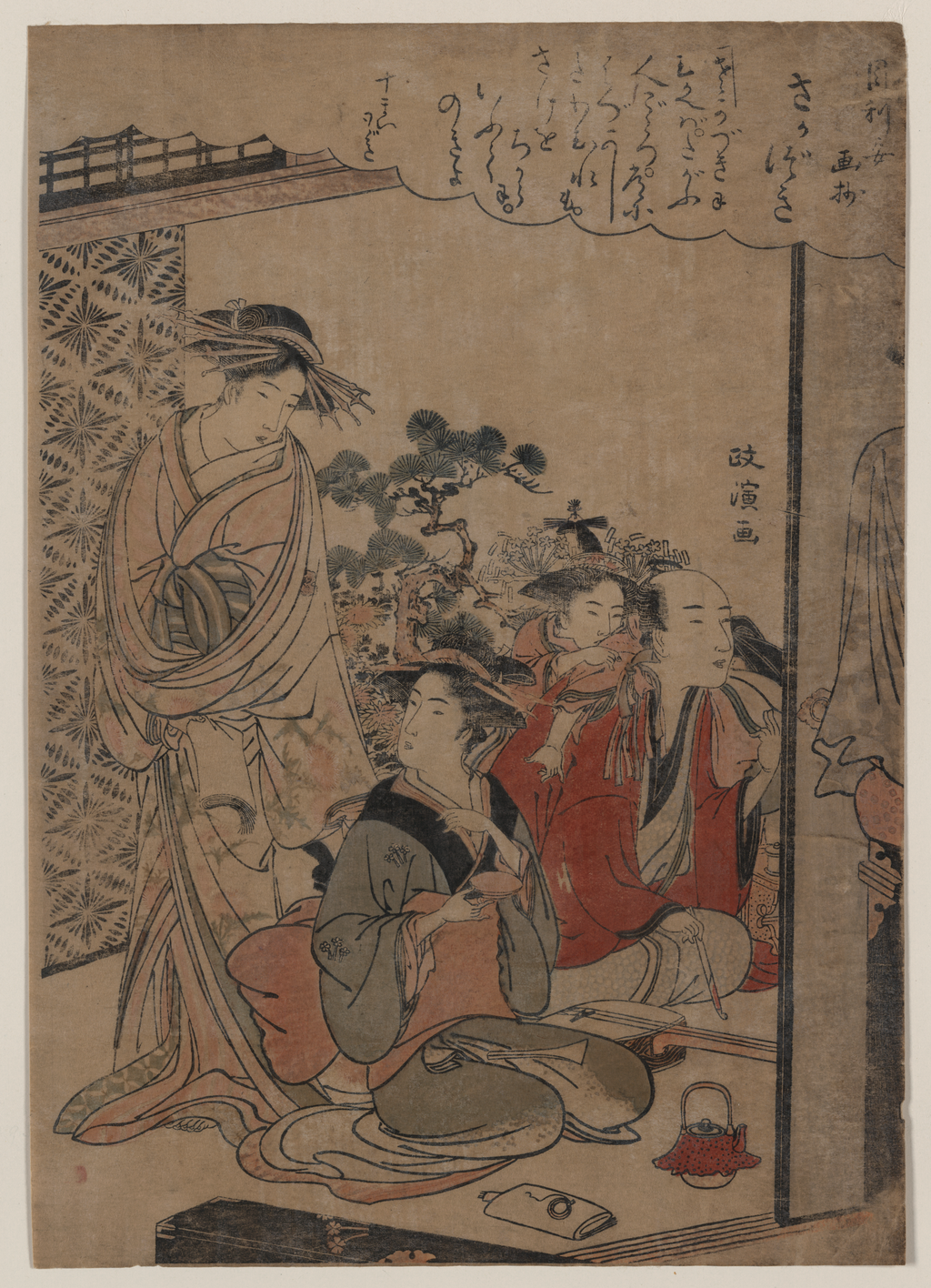
Obraz autorstwa Kyōdena Santō (1761–1816)

Rodzaj nagauta powstał w połowie XVIII wieku. Wpływy obejmowały wokalny styl yōkyoku używany w teatrze nō, zaś instrumenty obejmowały shamisen (jeden lub więcej) i różnego rodzaju bębny. Nurt nagauta jest połączeniem różnych stylów wywodzących się z muzyki popularnej w okresie Edo.
Powstał też podrodzaj muzyki nagauta, meriyasu.